# ミレ信用組合
ミレ信用組合（ミレしんようくみあい、朝: 미래신용조합）は、大阪府大阪市北区に本店を置く日本の信用組合。在日朝鮮人系。「ミレ」とは朝鮮語で「未来」（미래）を意味する言葉である。

## 沿革
- 2002年（平成14年）3月20日 経営破綻した「朝銀近畿信用組合」の事業の一部を譲り受ける目的に設立。
- 2002年（平成14年）8月12日 朝銀近畿信用組合の事業の一部を譲り受け、開業。
- 2009年（平成21年）3月23日 八尾支店新設開店
- 2010年（平成22年）3月8日 巽支店新設開店
- 2012年（平成24年）5月21日 南大阪支店新築移転
- 2021年（令和3年）10月18日 西成支店移転・なんば支店に支店名変更
- 2022年（令和4年）2月14日 中崎の本店ビル建替えに伴い本店営業部を西天満へ移転するとともに本部を旧・西成支店所在地へ移転

## 営業区域[2]
大阪府、奈良県、和歌山県

## 営業店
事業譲渡により7店舗で開業し、後に八尾支店と巽支店を開店している。
また、大阪市北区中崎1-5-18に所在した本店ビルの建替えに伴い、本店営業部と本部がそれぞれ別々の場所に移転している。
- 本店営業部：大阪市北区西天満1-7-20 JIN・ORIXビルディング
- 本部：大阪市西成区長橋1-2-1
- 生野支店：大阪市生野区鶴橋3-4-1
- なんば支店：大阪市中央区難波3-7-12 GP・GATEビル5F
- 東大阪支店：東大阪市荒川1-16-19
- 寝屋川支店：寝屋川市豊野町3-5
- 南大阪支店：堺市西区鳳東町5-451-1
- 和歌山支店：和歌山市吉田741
- 八尾支店：八尾市亀井町2-7-14
- 巽支店：大阪市生野区巽東2-9-19